# IJsseloog

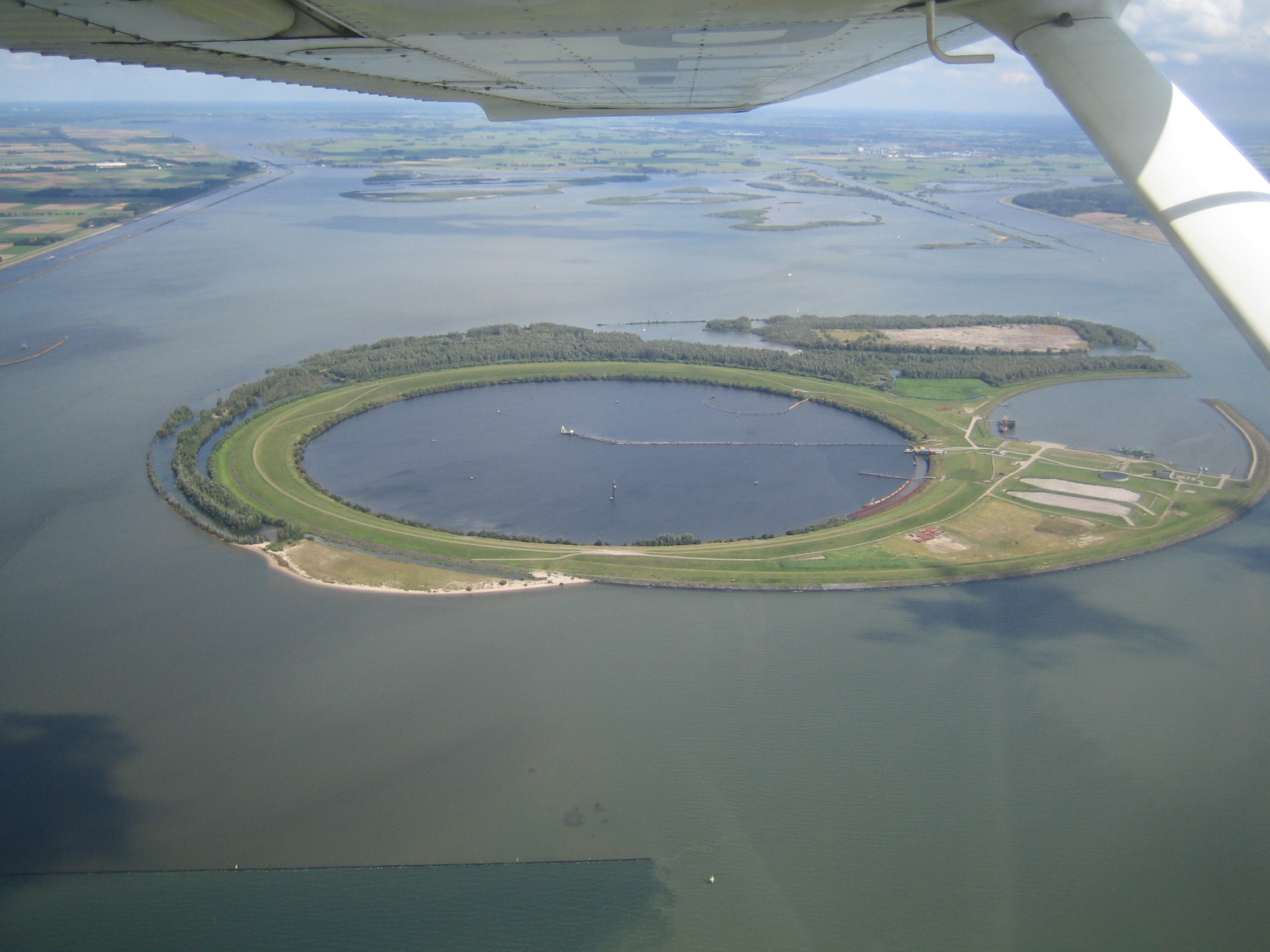
IJsseloog vanuit de lucht. Op de achtergrond de vijf eilanden in de IJsselmonding.

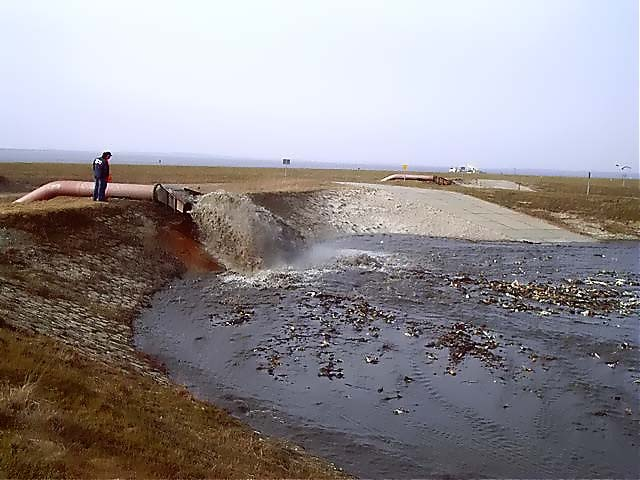
Inlaat van baggerspecie op IJsseloog

IJsseloog is een kunstmatig ringvormig eiland in het Ketelmeer dat aangelegd is voor de opslag van verontreinigd slib. Daarnaast heeft het een recreatie- en natuurontwikkelingsfunctie. Het eiland, dat behoort tot de gemeente Dronten, dankt zijn naam aan de ligging voor de monding van de IJssel en aan de vorm; rond als een oog. Door deze aanleg is het contactoppervlak van het slibdepot met de omgeving zo klein mogelijk. Daarnaast is "oog" een oud-Nederlands woord voor eiland, zoals bijvoorbeeld in Schiermonnikoog en Lauwersoog.

## Geschiedenis
In de jaren tot 1990 is zwaar verontreinigd slib aangevoerd door de IJssel en als bezinksel terechtgekomen op de bodem van het Ketelmeer. Dit slib bevatte giftige stoffen zoals de metalen kwik en zink, afkomstig van afvallozingen door fabrieken in Nederland en Duitsland. Sinds de jaren 1990 is de waterkwaliteit van de IJssel sterk verbeterd. Hoewel het verontreinigde slib niet direct tot problemen leidde omdat de bodem bij de zandstranden en zwemplekken niet vervuild was, wilde Rijkswaterstaat voorkomen dat de verontreiniging zich verder verspreidde richting het IJsselmeer. Bovendien belemmerde het aanwezige verontreinigde slib verdere ontwikkeling van het gebied voor recreatie en natuur. Omdat het niet haalbaar was om het zwaar verontreinigde slib te saneren, is besloten om het slib permanent op te slaan in een speciaal daarvoor ontworpen depot. De plaats midden in het meer is gekozen om problemen met landbouw en omwonenden te voorkomen.
De bouw van het slibdepot is in 1996 gestart en in 1999 voltooid. Er is een haven aangelegd om slib en baggerspecie per schip aan te kunnen voeren.

## Aanleg
IJsseloog bestaat uit een ringvormige put van 45 meter diep met een diameter van een kilometer. De put is midden in het Ketelmeer gegraven. Bij de aanleg zijn enkele enorme zwerfstenen uit de IJstijd gevonden en twee mammoetbotten van 25.000 jaar oud. De put wordt omringd door een tien meter hoge dijk. De belangrijkste eis bij de bouw van het waterbouwkundig werk IJsseloog was dat het opgeslagen slib niet kan doorlekken naar het grondwater of naar het Ketelmeer. De vervuiling kan niet via de dijken naar het Ketelmeer doorlekken doordat het waterpeil in de put lager dan 4 meter onder NAP wordt gehouden. Dit is lager dan de bodem van het Ketelmeer, dat gemiddeld 2,4 meter diep is.

## Capaciteit
De opslagput heeft voldoende capaciteit om 20 miljoen m³ slib te bergen. Twee derde hiervan is gereserveerd voor slib uit het Ketelmeer en de rest voor zwaar verontreinigd slib van elders. Begin 2004 was het depot op IJsseloog voor een derde gevuld met niet reinigbaar slib. Na 2016 stond Rijkswaterstaat toe dat ook derden baggerspecie aanbieden bij IJsseloog.
In 2019 besloot Rijkswaterstaat het slibdepot kleiner te maken zodat het eerder vol is en gebruikt kan worden voor andere doeleinden. Hiertoe wordt eerst de vervuilde bagger uit het depot Averijhaven bij IJmuiden overgebracht naar IJsseloog. De van staalslakken gemaakte dijk van het Averijhavendepot wordt gebruikt voor een nieuwe ringdijk in het huidige depot op IJsseloog.

## Sanering Ketelmeer

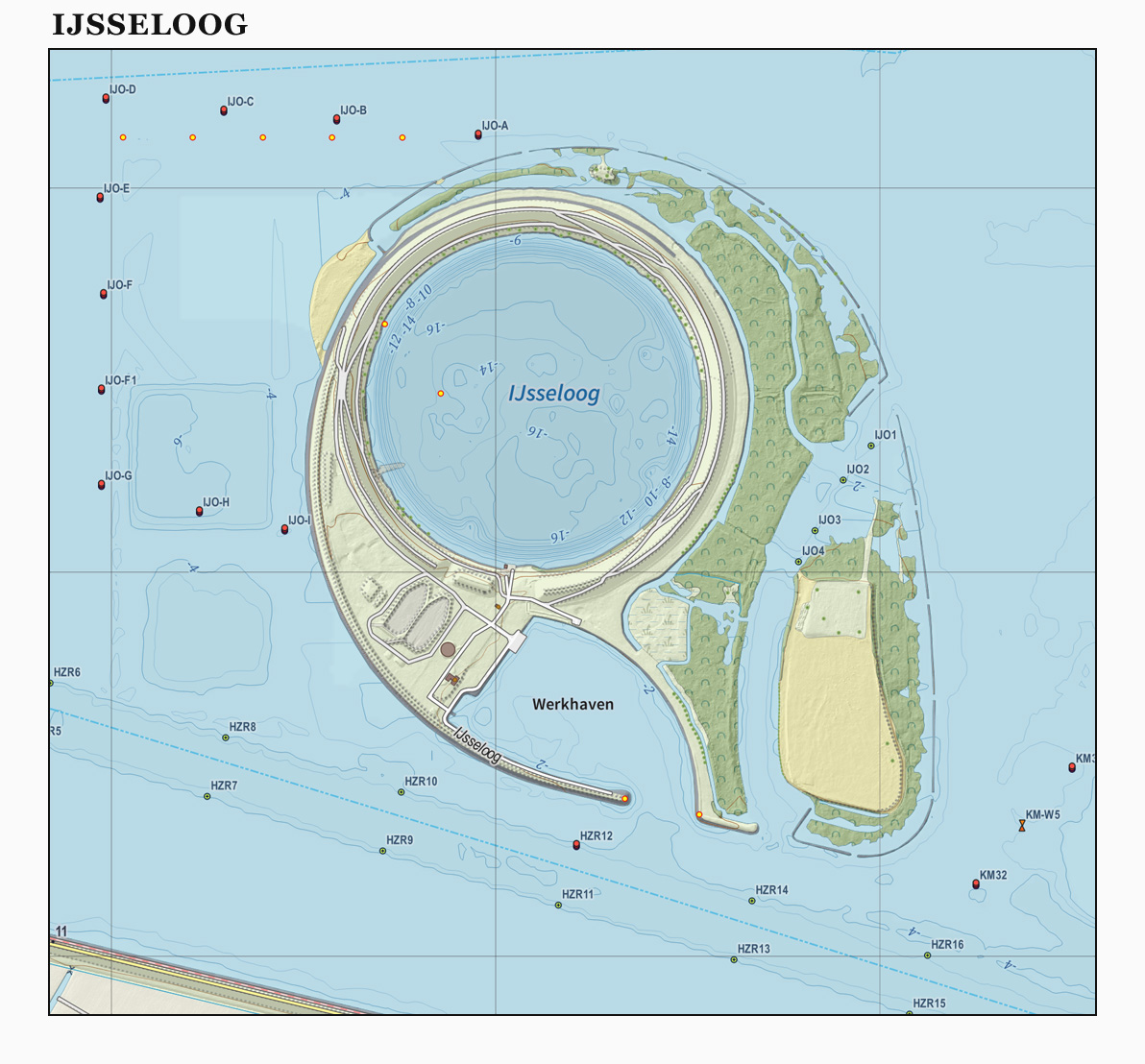
Topografische kaart van het IJsseloog, december 2015

Na voltooiing van IJsseloog in 1999 begon Rijkswaterstaat met de sanering van het Ketelmeer. Van 1999 tot 2002 is het deel van het Ketelmeer ten oosten van IJsseloog gesaneerd. Van 2010 tot eind november 2012 is het westelijke deel van het Ketelmeer tussen IJsseloog en de Ketelbrug van vervuiling ontdaan. De laag met verontreinigd slib was daar zo'n 50 centimeter dik.

## Natuurontwikkeling
Rijkswaterstaat heeft twee eilanden aangelegd met het zand dat vrijkwam bij het graven van het slibdepot. Schokkerbank omringt het slibdepot aan de noord- en oostzijde. Hanzeplaat ligt in de zuidoosthoek van IJsseloog en is van Schokkerbank gescheiden door een vaargeul. Deze twee eilanden beslaan 110 hectare land en water en zijn ingericht als natuur- en recreatiegebied. Watervogels als zwanen, ganzen, lepelaars, bergeenden en futen bevolken de eilanden.
In 2002 zijn in de IJsselmonding, aan de oostzijde van het Ketelmeer, nog vijf eilanden met een natuurfunctie aangelegd: Ramspolplaat, Kamperplaat, Schokkerplaat, Kattenplaat en Ketelplaat.